# Mercenaries 2: World in Flames
Mercenaries 2: World in Flames ist ein Videospiel von Pandemic Studios und der Nachfolger von Mercenaries: Playground of Destruction und ist für PlayStation 2, PlayStation 3, Xbox 360 und PC erhältlich.

## Spielprinzip
Der Spieler steuert einen Söldner in Third-Person-Perspektive durch ein Krisengebiet. Dies kann er zu Fuß oder an Bord verschiedener Fahrzeuge tun. Um das Spielende zu erreichen, muss der Spieler verschiedene Aufträge für verschiedene Gruppen ausführen. Dabei verdient er auf viele Arten Geld, um Ausrüstung und Fahrzeuge zu kaufen. Jede Gruppe bietet neben den Aufträgen auch diverse Erwerbsmöglichkeiten an. Wie der Spieler seine Aufträge erfüllt ist ihm größtenteils selbst überlassen. Er bewegt sich auf einer Open World Karte in Venezuela frei. Während des Spielverlaufs werden mehrere Teile der Spiel-Welt aufgedeckt und damit der Zugang ermöglicht, wie zum Beispiel zu der Stadt Caracas.

## Spielinhalt
Nachdem man einen der drei zur Verfügung stehenden Söldner (Christopher Jacobs, Jennifer Mui, Mattias Nilsson) gewählt hat, beginnt man mit dem Auftrag des Milliardären Ramon Solano. In jenem soll man General Carmona befreien, nachdem er nach einem Putschversuch gefangen genommen wurde. Anstatt jedoch von seinem Auftraggeber bezahlt zu werden, lässt er das Feuer auf den Söldner eröffnen. Man kann mit lediglich einem Treffer (in das Gesäß) entkommen und schwört Rache. Zusammen mit der bereits aus dem ersten Teil bekannten Fiona Taylor versucht der Spieler nun die Kriegs-Situation Venezuelas zu nutzen, um schließlich Solano zu liquidieren.
Dazu nimmt man Solanos Villa ein, welche anschließend als Hauptquartier dient. Gemeinsam mit einem Helikopterpiloten, einer Ingenieurin und einem Kampfflugzeugpiloten bilden sie die „Private Military Company“.
Im weiteren Verlauf versucht man, erst an Blanco heranzukommen, welcher einem den Auftrag besorgt und anschließend verraten hat, um schließlich General Carmona und Ramon Solano gefangen zu nehmen oder zu töten.
Man arbeitet für Universal Petrolium (UP), eine Firma, welche die Ölvorräte des Landes verwaltet und besitzt sowie die Peoples Liberation Army of Venezuela (PLAV), die gegen die UP kämpft, da ihrer Meinung nach das Öl dem Volke des Landes gehört. Später kommen noch die Piraten hinzu, welche rauben und mit jeder anderen Partei im Zwist liegt (Ähnlich der Russischen Mafia aus dem Vorgängerteil des Spiels).
Nach dem Ausschalten Blancos, dem Zerstören einer Ölbohrinsel und dem vergeblichen Angriff auf Solanos Operationsbasis, einem Bunker in den Angel Falls, greifen auch die Alliierten Nationen und China in den Konflikt ein. Beide Kontrahenten versuchen mit Hilfe des Söldners die Ölreserven des Landes zu sichern. Man selbst arbeitet lediglich auf die Vereinbarung hin, einen Nuklearen Bunker Buster zu bekommen (welcher nur im Besitz von den USA und China ist), um den Bunker zu vernichten.
Während des gesamten Spieles ist es möglich die Stimmung einzelner Seiten und den damit verbundenen Zugang zu Aufträgen durch das Eliminieren oder Gefangennehmen von HVT's (High Value Target) sowie die Zerstörung von bestimmten Objekten zu beeinflussen. Außerdem verdient man auf diese Weise Geld und bekommt Shop-Gegenstände von der jeweiligen Seite freigeschaltet.
Ein weiterer Faktor im Spiel ist der Treibstoff. Diesen braucht man für sämtliche Luftschläge und Lieferungen. Man bekommt ihn aus den Tanks von zerstörten Fahrzeugen, großen Lagertanks (500 Einheiten) oder Tanklastzügen (5000 Einheiten).
Wie beim Vorgänger gibt es auch hier die Möglichkeit, diverse Extras zu bekommen. In Mercenaries 2 sammelt man dazu Ersatzteile, welche den Kauf von Fahrzeugen und Waffen bei der Ingenieurin ermöglichen.

## Jugendfreigabe
Bei der USK-Genehmigung wurde zur Überraschung des Herstellers zuerst keine Freigabe erteilt. Nach einer Überarbeitung und erneuter Prüfung wurde das Spiel später in einer zweiten Version ab 18 herausgebracht.